# Computer-Karriere
Computer-Karriere или Computerkarriere (с нем. — «Компьютерная карьера») — одиннадцатый студийный альбом немецкой группы Puhdys, вышел в 1982 году на лейбле AMIGA (ГДР), в 1983 был переиздан в ФРГ на Pool, сублейблом Teldec.

## Об альбоме
Computer-Karriere был издан в 1982 году, но поступил в продажу только в 1983. В 1982 году в музыкальных магазинах появился только сингл «Jahreszeiten»/«TV-Show». AMIGA выпустила альбом на этот раз и в виде LP (8 55 944), и на музыкальной кассете. Розничная цена составила 16.10 марок, как и всех пластинок AMIGA. В ГДР альбомы Puhdys были номерные. Там альбом имел полное название «Puhdys 11: Computer-Karriere», в ФРГ это был первый альбом, который получил не порядковый номер.

### История записи
Практически все песни были написаны вокалистом и гитаристом Дитером Бирром и клавишником Петером Майером, кроме «Computerman» (текст — Буркхард Лаш) и «Schöpfung» (текст — Вольфганг Тильгнер). Хотя группа позиционировала альбом, разумеется, как общий проект, дуэт Бирр/Майер предоставли все записи в состоянии полной готовности, так как оба располагали полностью обставленными домашними студиями. Это послужило поводом для слухов о разногласиях в группе, однако музыканты утверждали, что эти слухи беспочвенны. В дополнение к своим собственным песням на альбоме присутствует кавер одной песни группы Wishful Thinking — «Hiroshima». Перевод текста с английского осуществил Вольфганг Тильгнер. Особенностью альбома является и тот факт, что барабанщик Клаус Шарфшвердт внес свой вклад в виде вокала в песнях «TV-Show» и «Jahreszeiten».

## Список композиций
| №   | Название           | Текст песни                      | Музыка                  | Длительность |
| --- | ------------------ | -------------------------------- | ----------------------- | ------------ |
| 1.  | «Computerkarriere» | Дитер Бирр                       | Дитер Бирр, Петер Майер | 2:29         |
| 2.  | «Flieg mit mir»    | Бирр                             | Бирр, Майер             | 3:50         |
| 3.  | «Jahreszeiten»     | Бирр                             | Бирр, Майер             | 2:29         |
| 4.  | «Stop, Baby, Stop» | Бирр                             | Бирр, Майер             | 3:30         |
| 5.  | «Karriere»         | Бирр                             | Бирр, Майер             | 5:18         |
| 6.  | «Sehnsucht»        | Бирр                             | Бирр, Майер             | 3:35         |
| 7.  | «TV-Show»          | Бирр                             | Бирр, Майер             | 3:11         |
| 8.  | «Computerträume»   | Бирр                             | Бирр, Майер             | 3:48         |
| 9.  | «Computerman»      | Буркхард Лаш                     | Бирр, Майер             | 4:22         |
| 10. | «Hiroshima»        | Дэвид Морган, Вольфганг Тильгнер | Дэвид Морган            | 4:14         |
| 11. | «Schöpfung»        | Вольфганг Тильгнер               | Бирр, Майер             | 4:49         |

## Прием
С этим альбомом, группа попыталась выйти на новый уровень в музыкальном плане и обогатить свою рок-музыку элементами актуальных на тот момент стилей Synthpop и New Wave. Группа получила резкую критику в 1982 году, когда две песни «Jahreszeiten» и «TV-Show» впервые прозвучали в радиоэфире. Puhdys упрекали в том, что, благодаря популярности и большим тиражам дисков, они готовы на все, лишь бы это продавалось. Несмотря на то, что после своего выхода альбом получил в основном негативные отзывы от музыкальных журналистов ГДР, «Computer-Karriere» стал самым продаваемым альбомом группы. В ежегодных итоговых хит-парадах Rundfunk der DDR (Радио ГДР) песня «Jahreszeiten» в 1982 заняла 9-ю позицию, и в 1983 году «Sehnsucht» стала хитом номер 3, а «TV-Show» заняла почетное 5-е место.

## В записи участвовали
- Dieter «Maschine» Birr (1969 — по настоящее время) — гитара, вокал
- Dieter «Quaster» Hertrampf (1969 — по настоящее время) — гитара, вокал
- Peter «Eingehängt» Meyer (1969 — по настоящее время) — клавишные
- Harry Jeske (1965—1997) — бас, вокал
- Klaus Scharfschwerdt (1979 — по настоящее время) — ударные, вокал

- Dieter Birr, Peter Meyer — аранжировка
- Karl-Heinz Ocasek, Puhdys — продюсирование
- Helmar Federowski — руководство проектом
- Jürgen Haufe — дизайн обложки
- Bernd Scheubert — фото